# Familias en deportes de motor

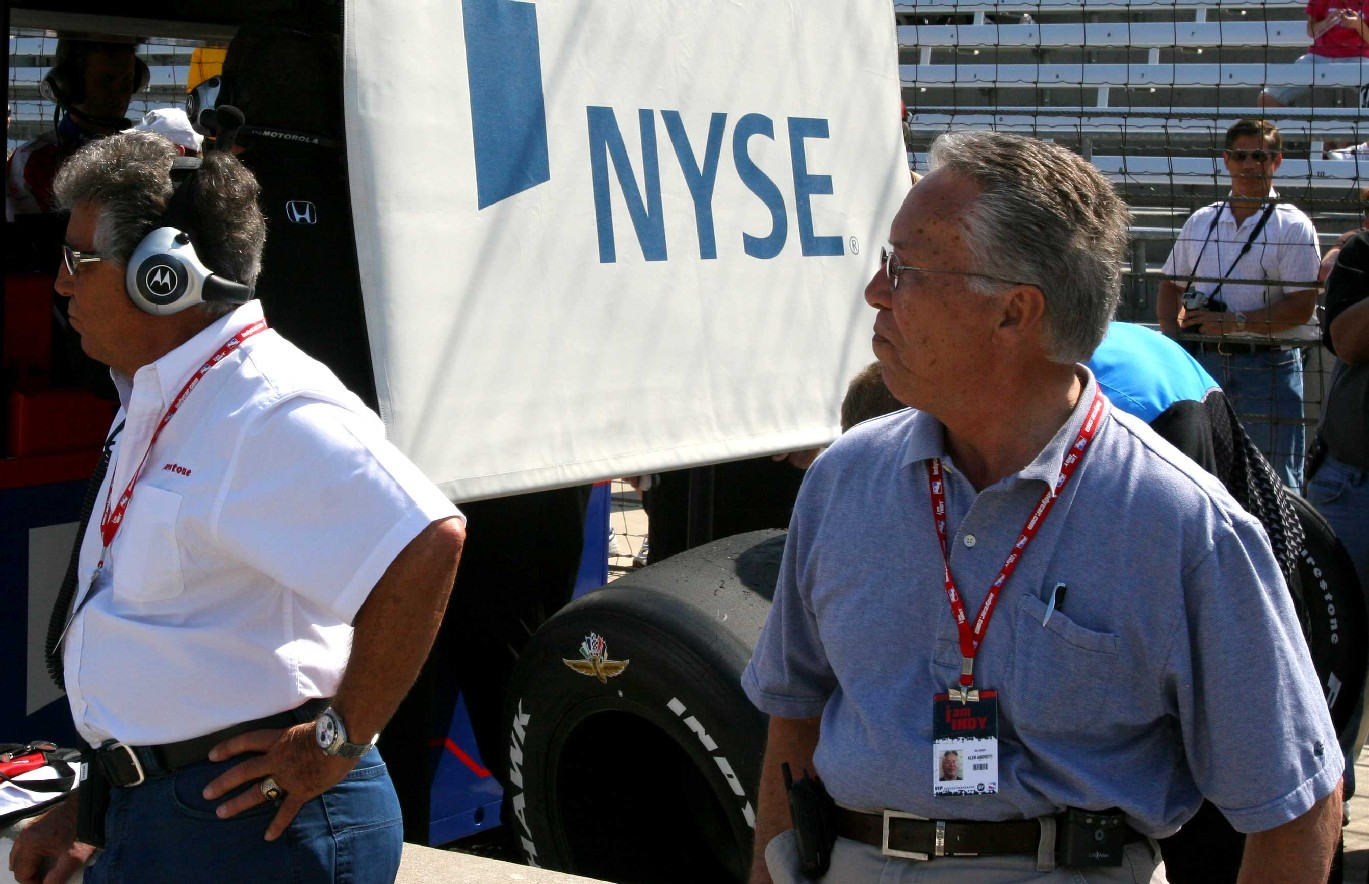
Hermanos Mario y Aldo Andretti.

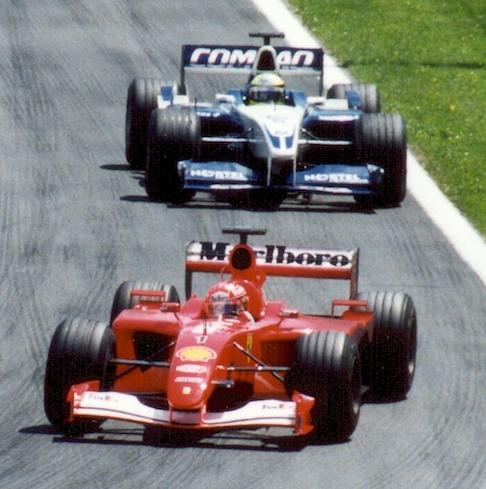
Los hermanos Ralf y Michael Schumacher, compitiendo en

En la historia ha habido familias con varios miembros involucrados en el deporte motor, sea en los roles de piloto, dueño de equipo, dirigente o demás.

## Europa

### Alemania
Los alemanes Michael Schumacher y Ralf Schumacher son hermanos y compitieron simultáneamente en Fórmula 1 durante una década, aunque siempre en equipos distintos; Michael ostenta el récord de siete campeonatos, en tanto que Ralf logró seis victorias. Mick Schumacher,  hijo de Michael es también piloto, participó en la Fórmula 4 alemana, fue campeón de la Fórmula 3 en 2018 y en 2019 competirá en la Fórmula 2 con el equipo Prema. 
Otra familia alemana de pilotos es la Stuck. Hans Stuck fue piloto oficial de Auto Union durante la década de 1930. Su hijo Hans-Joachim Stuck obtuvo dos victorias absolutas en las 24 Horas de Le Mans y fue campeón del Deutsche Tourenwagen Meisterschaft. Los hijos de este, Ferdinand y Johannes Stuck, también compiten profesionalmente en automóviles deportivos, y formaron tripulación en carreras de resistencia.
Tres generaciones de los Winkelhock compitieron en la Fórmula 1 sin éxito. Joachim Winkelhock se destacó en turismos donde fue piloto oficial de BMW y Opel, obteniendo el Campeonato Británico de Turismos. Su hijo Manfred Winkelhock fue piloto oficial de Porsche y Ford en el Campeonato Mundial de Resistencia. Markus Winkelhock, hijo de Manfred, también disputó el DTM y el Campeonato Mundial de GT1.

### España
En España, Emilio de Villota compitió en la Fórmula 1 sin lograr puntos y fundó un equipo de Fórmula 3 y Superleague Formula. Su hijo Emilio de Villota Jr. y su hija María de Villota también fueron pilotos. Asimismo, Carlos Sainz, bicampeón mundial de rally y ganador del Rally Dakar, tiene a su hijo Carlos Sainz Jr. disputando actualmente la Fórmula 1. Los Servià incluyen a Salvador Servià, campeón de España de rallyes; su hijo Oriol Servià, piloto de la Champ Car y la IndyCar; y su hermano Josep Maria Servià, piloto de rally raid. Jaime Alguersuari Escudero, piloto de Fórmula 1, es hijo de Jaime Alguersuari Tortajada, piloto de motociclismo, creador de la revista Solo Moto y organizador de competiciones de motociclismo y automovilismo.

### Finlandia
El finlandés Keke Rosberg fue campeón de Fórmula 1 en 1982 y fundó un equipo que ha competido en el DTM. Su hijo Nico Rosberg, este alemán, fue campeón de Fórmula 1 en 2016. También en Finlandia varios pilotos de rally tuvieron continuación de padres a hijos. Marcus Gronholm, bicampeón del mundo, hijo de Ulf Gronholm fue campeón nacional; Henri Toivonen y Harri Toivonen ambos hijos de Pauli Toivonen fue campeón de Europa; Markku Alen y su hijo Anton Alen.

### Francia
El francés Alain Prost obtuvo cuatro campeonatos y 51 victorias en Fórmula 1. Su hijo Nicolas Prost compite en sport prototipos, donde obtuvo el cuarto puesto en las 24 Horas de Le Mans y en el equipo Renault de Fórmula E. Por su parte, los hermanos Lucien Bianchi y Mauro Bianchi compitieron en campeonatos internacionales de diversas disciplinas - Lucien obtuvo un podio en el Gran Premio de Mónaco de Fórmula 1 y Mauro una victoria de clase en las 24 Horas de Le Mans. Jules Bianchi, nieto de Mauro, fue un piloto de Fórmula 1. Jo Schlesser fue un piloto francés, que participó en Turismo, Rally y Sports, llegó a la Fórmula 1 en 1968 con Honda, coche con el que se accidentó y falleció en el GP de Francia de 1968 en Rouen. Du sobrino Jean-Louis Schlesser ganó el Campeonato Francés de Superturismos de 1985, el Campeonato Mundial de Resistencia de 1989 y 1990, y el Rally Dakar de 1999 y 2000, llegó a la Fórmula 1 en 1983 pero no logró clasificarse en ningún GP, en 1988 logró debutar con Williams FW12 sustituyendo a Brundle en su única participación.

### Suecia
Tommy Kristoffersson compitió en el Campeonato de Europa de Rallycross y el Campeonato Sueco de Turismos con su propio equipo. Su hijo Johan Kristoffersson fue campeón de la Superstars Series y el Campeonato Sueco de Turismos, mientras que obtuvo el segundo puesto en el Campeonato Mundial de Rallycross con el equipo de su padre.
Kenneth Hansen obtuvo 14 títulos en el Campeonato de Europa de Rallycross. Sus hijos Timmy Hansen y Kevin Hansen han competido en el rallycross para el equipo de su padre.

### Noruega
En Noruega los hermanos Petter Solberg y Henning Solberg han competido en el Campeonato Mundial de Rally; Petter fue campeón y logró 13 victorias, en tanto que Henning obtuvo seis podios y dos sextos puestos en el campeonato. El hijo de Petter, Oliver, compite actualmente en rally.

### Reino Unido
La única familia de pilotos con varios campeones de Fórmula 1 es la Hill: Graham Hill obtuvo dos títulos y su hijo Damon Hill uno. Otra familia de británicos la conforman Dario Franchitti, cuatro veces campeón de la IndyCar y dos veces ganador de las 500 Millas de Indianápolis; su hermano Marino Franchitti piloto de resistencia; y Paul di Resta, piloto de Fórmula 1. Jackie Stewart, triple campeón de Fórmula 1, fundó el equipo de Fórmula 1 Stewart Grand Prix junto a su hijo Paul Stewart.
Jonathan Palmer fue campeón de la Fórmula 2 Europea, puntuó en ocho carreras de Fórmula 1 y obtuvo logros en el Campeonato Mundial de Resistencia. Más tarde se convirtió en empresario del deporte motor, al comprar varios autódromos británicos y organizar la Fórmula Palmer Audi, la Fórmula 2 FIA y el Campeonato Británico de Superbikes. Su hijo Jolyon Palmer se formó en dichas categorías de monoplazas, fue campeón de la GP2 Series y compite en Fórmula 1. Reg Parnell fue un piloto de entreguerras que tras obtener victorias en diversas categorías inglesas participó en la Fórmula 1 en siete ocasiones logrando un podio y posteriormente fue Team Manager del Reg Parnell Racing con Aston Martín en la F1, su hijo Tim Parnell participó igualmente cómo piloto en el equipo de su padre, como privado y con su propio equipo, sustituyó a su padre en el equipo tras su fallecimiento.
También hubo familias británicas en rally. Jimmy McRae, quíntuple campeón británico de rally y subcampeón europeo de rally, tuvo dos hijos pilotos de rally. Colin McRae obtuvo 25 victorias y un título del Campeonato Mundial de Rally, mientras que Alister McRae también fue piloto oficial en el mundial. Malcolm Wilson, luego de retirarse como piloto de rally fundó M-Sport, una estructura que ha competido de manera oficial y privada en el Campeonato Mundial de Rally, contando entre sus pilotos a su propio hijo Matthew Wilson.

### Países Bajos
Los hermanos Patrick Huisman y Duncan Huisman se han destacado en turismos y gran turismos. Patrick obtuvo victorias de clase en las 24 Horas de Le Mans y las 12 Horas de Sebring, mientras que Duncan ganó la Carrera de Guia de Macao y las 24 Horas de Nürburgring. Jos Verstappen disputó 106 Grandes premios de Fórmula 1, logrando dos podios en 1994. Su hijo Max Verstappen obtuvo un triunfo en Fórmula 1 en 2016 a la edad de 18 años y 7 meses, récord histórico.
Arie Luyendyk ganó dos ediciones de las 500 Millas de Indianápolis de 1990 y 1997. Su hijo Arie Luyendyk Jr. disputó la edición 2006 con el equipo de su padre, aunque nunca se destacó. Tom Coronel ha obtenido victorias en el Campeonato Mundial de Turismos, el Campeonato Japonés de Gran Turismos y la Fórmula Nippon. Su hermano gemelo Tim ha competido en campeonatos de turismos en su país y en el Rally Dakar, aunque con escasos resultados.

### Italia
Los hermanos Vittorio y Ernesto (Tino) Brambilla llegaron a la Fórmula 1 con suerte dispar. Tino Brambilla, el mayor fue piloto de motos en los Campeonatos de velocidad entre 1959 y 1962, obteniendo dos títulos italianos Junior en 250 y uno Senior en 500. También intento participar en los GP de Italia de 1963 y 1969, pero no obtuvo los tiempos necesarios para clasificarse en el 63 y en el 69 cedió su coche a su compañero, en 1966 obtuvo el Campeonato Italiano de F3.
Su hermano menor Vittorio, conocido como "el gorila de Monza", también se inició en el motociclismo para luego, incursionar en la F2 italiana, tras ganar varias carreras debutó en la Fórmula 1 con March 741 en el GP de Sudáfrica de 1974, su primera y única victoria la obtuvo en el GP de Austria de 1975 a bordo de un March 751, también piloto chasis Surtess y Alfa Romeo, participando en 74 GP hasta 1980. También en forma alternativa participó en Fórmula 3, Fórmula 2 y Sport
Vittorio Marzotto fue un piloto de Sports que participó en los 50 en las Mile Miglia, Targa Florio, Giro de Sicilia, y en 1952 participó en la Fórmula 1 en el GP de Mónaco y el de Francia. Gianni Marzotto hermanos del anterior también fue piloto de Sports, ganó dos veces la Mille Miglia y fue Presidente del Club Mille Miglia entre 1988 y 1990. Umberto y Paolo, hermanos de los anteriores también compitieron en las Mille Miglia, todos utilizaron vehículos Ferrari casi siempre. 
Teo Fabi obtuvo cinco victorias y un subcampeonato en la CART, Campeón Mundial de Resistencia en 1991 y participó en Fórmula 1 entre 1982 y 1987. Su hermano menor, Corrado Fabi, logró el Campeonato de la Fórmula 2 Europea en 1982, participó en 18 GP de Fórmula 1 entre 1983 y 1984, participó en media temporada de la CART en 1984 y en la temporada de 1987 de la Fórmula 3000 Internacional.

### Bélgica
Theodore Pillete fue un piloto belga de principios de siglo, comenzó a competir en 1903 y fue el primer belga en participar en las 500 Millas de Indianápolis 500 Millas de Indianápolis en 1913. Su hijo Andre Pillete participó en la Fórmula 1 con diversos equipos a inicios de los 50 y 60, su hijo Teddy Pillete también compitió en Fórmula 3, ganó el campeonato Europeo de Fórmula 5000 en 1973, corrió las 24 Horas de Spa en sport prototipos y participó en 4 pruebas de Fórmula 1 en los 70.

## África

### Sudáfrica
Los hermanos Ian y Jody Scheckter llevaron el deporte automovilístico sudafricano a la máxima categoría, la Fórmula 1.
Ian Sheckter llegó a Europa en 1972, tras haber obtenido el título de Campeón de Fórmula Ford, tras varias carreras retorna a Sudáfrica para competir en el Campeonato Nacional con Chevron. Debuta en Fórmula 1 en el GP de Sudáfrica de 1974, luego realiza actuaciones esporádicas con Hesketh, Williams y Tyrrell y una temporada completa,  la de 1977 con el Team Rothmans International pilotando March 761B y March 771. Posteriormente participó en Fórmula Atlantic obteniendo dos campeonatos y en Sports con BMW.
Su hermano menor Jody Scheckter llegó a Europa en 1971, tras haber ganado competencias de Sport donde fue campeón nacional en 1970. En Inglaterra compitió en Fórmula Ford y Fórmula 3 con bastante éxito. Debutó en la Fórmula 1 en el GP de EE. UU. de 1972 (en el anterior GP de Canadá no logró clasificarse) con Maclaren M19, posteriormente continuó con McLaren (1973), Tyrrell (1974-1976) pilotando el famoso coche de 6 ruedas, Wolf (1977-1978) y Ferrari (1979-1980), obteniendo el Campeonato del Mundo de Pilotos en 1979 con el Ferrari 312 T4 y 10 victorias en la categoría. Se retiró y guía las carreras de sus hijos Tony y Toby
Tomas (Tony) Scheckter fue campeón de Karting sudafricano y de Fórmula Ford sudafricana. Se mudó a Europa donde participó en varias categorías, logrando el Campeonato de la Fórmula Opel Euroseries y participando en otras categorías. Contratado por Jaguar como piloto probador de Fórmula 1, fue despedido por problemas con la prostitución. Se trasladó a Estados Unidos, donde fue piloto de las IndyCar Series con dos victorias y algunas buenas actuaciones.

## América del Norte

### Canadá
La familia de pilotos de automovilismo más laureada de Canadá es la Villeneuve. Gilles Villeneuve fue subcampeón de la Fórmula 1; su hermano Jacques "Jacquo" Villeneuve compitió en la Fórmula 1, la CART y otras disciplinas del deporte motor; y su hijo Jacques Villeneuve fue campeón de la Fórmula 1 y la CART.

### Estados Unidos
En Estados Unidos, la NASCAR y el Indianapolis Motor Speedway son negocios familiares que han organizado las competiciones de automovilismo más populares del país: la Copa NASCAR y sus 500 Millas de Daytona, y la IndyCar Series y sus 500 Millas de Indianápolis. Asimismo, tanto los stock cars como los monoplazas estadounidenses han tenido entre sus pilotos más destacados a miembros de una misma familia.
Luego de la Segunda Guerra Mundial, el empresario Tony Hulman compró el óvalo de Indianápolis y volvió a organizar las 500 Millas de Indianápolis en el año 1946. Luego de su muerte, su esposa Mary Fendrich Hulman tomó control del óvalo. Mari Hulman George, hija ellos, también es directiva del óvalo. Tony George, también hijo de Hulman, creó el certamen que luego se convertiría en la IndyCar Series, la principal categoría de monoplazas del país. Tony George Jr. es dirigente de la Indy Lights, la categoría escuela.
Bill France creó la NASCAR a fines de la década de 1940. Tres décadas después, Bill France hijo asumió el control de la organización. El hijo de este, Brian France, es director ejecutivo desde el año 2003. Lesa Kennedy, hermana de Brian, es directora ejecutiva de la International Speedway Corporation, propietaria de una docena de circuitos en Estados Unidos. Jim France, hijo de Bill France padre, también ha sido dirigente de la NASCAR.
Las dos familias más exitosas en monoplazas estadounidenses han sido la Andretti y la Unser. Mario Andretti y Aldo Andretti, nacidos en Istria, migraron a Estados Unidos en su adolescencia. Mario obtuvo cuatro ediciones del Campeonato Nacional del USAC, una de las 500 Millas de Indianápolis y una del Campeonato Mundial de Fórmula 1. Por su parte, Aldo compitió en el USAC y la IMCA. Los hijos de Mario también fueron pilotos: Michael Andretti fue campeón de la CART y Jeff Andretti compitió sin éxito en dicha categoría. Marco Andretti obtuvo dos victorias en la IndyCar pilotando para Andretti Autosport, el equipo de su padre Michael.
Graham Rahal, hijo del tricampeón de la CART y ganador de las 500 Millas de Indianápolis Bobby Rahal, también compite en monoplazas. Sin embargo, a diferencia de los Andretti, Bobby se empeñó en mantener su rol como padre y no regalarle una butaca en su equipo, Rahal Letterman Racing.
Al Unser ganó cuatro veces las 500 Millas de Indianápolis y obtuvo tres títulos nacionales. Su hermano Bobby Unser venció en las 500 Millas de Indianápolis tres veces y consiguió dos veces el Campeonato Nacional del USAC. Al Unser Jr. ganó dos veces las 500 Millas de Indianápolis y fue dos veces campeón de la CART. otros miembros de la familia son Jerry Unser (hermano de Al y Bobby), Johnny Unser (hijo de Jerry) y Robby Unser (hijo de Bobby).
A. J. Foyt, quien ganó siete títulos nacionales y cuatro ediciones de las 500 Millas de Indianápolis, tuvo dos nietos pilotos: A. J. Foyt IV y Larry Foyt, quienes no triunfaron en mayores. Rick Mears, cuádruple ganador de las 500 Millas de Indianápolis y tricampeón de la CART, tiene un hermano piloto, Roger Mears, al igual que su hijo Casey Mears, piloto de la Copa NASCAR.
La NASCAR también cuenta con familias de pilotos. Los Earnhardt cuentan entre otros a Dale Earnhardt, siete veces campeón de la Copa NASCAR, y Dale Earnhardt Jr., ganador de 19 carreras de dicha categoría. Los Petty abarcan tres generaciones: Lee Petty fue triple campeón de la Copa NASCAR, su hijo Richard Petty lo logró siete veces, el hijo de este Kyle Petty ganó ocho carreras, y a su vez Adam Petty también compitió en las categorías nacionales de la NASCAR. Darrell Waltrip fue triple campeón de la Copa NASCAR, y su hermano Michael Waltrip logró dos victorias en las 500 Millas de Daytona. Bobby Allison fue campeón de la Copa NASCAR y obtuvo tres ediciones de las 500 Millas de Daytona, en tanto que su hermano Donnie Allison ganó diez carreras y su hijo Davey Allison logró 19 triunfos. Terry Labonte fue campeón de la Copa NASCAR en los años 1984 y 1996, y su hermano Bobby Labonte fue campeón de la Copa NASCAR en el año 2000. Bill Elliott fue campeón de la Copa NASCAR en 1988, y su hijo Chase Elliott lo logró en 2020.

## América Latina

### Argentina

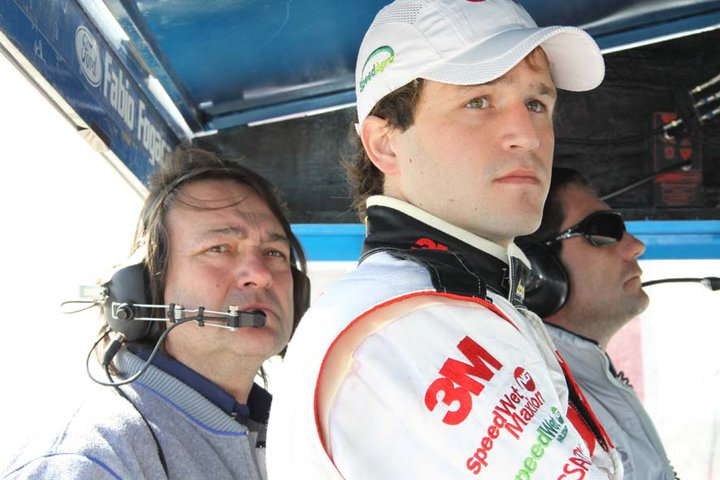
Alberto y Agustín Canapino, preparador y piloto campeones del Turismo Carretera 2010.

El deporte motor argentino cuenta con varias familias de pilotos. La más numerosa es la familia Di Palma. Luis Rubén Di Palma fue bicampeón del Turismo Carretera. Sus hijos José Luis Di Palma, Patricio Di Palma y Marcos Di Palma también corrieron en dicha categoría; Patricio fue subcampeón de la misma y campeón del Turismo Nacional. Josito Di Palma, hijo de José Luis, ha disputado el Turismo Carretera, el Turismo Competición 2000 y el Turismo Nacional.
Otras familias las conforman Oscar Castellano (tricampeón del Turismo Carretera) y su hijo Jonatan Castellano, Vicente Pernia (subcampeón del Turismo Carretera) y sus hijos Leonel Pernía (campeón del Turismo Nacional Clase 3 2018 y del Súper TC 2000 2019) y Mariano Pernia quien compite en TN Clase 3. Este es un caso muy especial, pues los tres fueron futbolistas de gran nivel. Juan Antonio De Benedictis (subcampeón del Turismo Carretera) y Juan Bautista De Benedictis (hijo), y Alberto Canapino (preparador de chasis del Turismo Carretera) y sus hijos, Agustín Canapino (múltiple campeón argentino) y su hermano menor Matías Canapino.
El cinco veces campeón de Fórmula 1, Juan Manuel Fangio tuvo a su hijo Oscar que fue piloto y a un sobrino: Juan Manuel Fangio II quien corrió profesionalmente en el Campeonato IMSA GT y dos veces ganador de las 12 Horas de Sebring.
Los hermanos Antonio Aventín y Oscar Aventín fueron campeones del Turismo Carretera. Oscar es fue presidente de la Asociación Corredores de Turismo Carretera desde 2002 hasta 2013, la institución que organiza el Turismo Carretera. Diego Aventín, hijo de Oscar, ha competido en el Turismo Carretera, el TC 2000, Gran Turismo y Top Race obteniendo varios títulos.
En el Turismo Carretera (el campeonato más antiguo del mundo) se destacan particularmente los hermanos Juán y Oscar Gálvez, quienes obtuvieron 9 y 5 títulos respectivamente. Desde hace unos años, el autódromo de la Ciudad Autónoma de Buenos Aires, que fuera inaugurado con el nombre de "17 de Octubre" lleva el nombre de ambos.
Federico Villagra y sus hermanos Javier y Marcos participan tanto juntos como individualmente en el Campeonato Argentino de Rally dentro de su equipo Villagra Racing Sport.

### Brasil
Los tres brasileños que obtuvieron campeonatos de Fórmula 1 forman parte de familias de pilotos. La más numerosa es la familia Fittipaldi: Wilson Fittipaldi padre fue periodista de automovilismo y creador de las 1000 Millas Brasileñas. Sus dos hijos compitieron en Fórmula 1: Emerson Fittipaldi fue dos veces campeón de Fórmula 1, campeón de la CART y dos veces ganador de las 500 Millas de Indianápolis, en tanto que Wilson Fittipaldi puntuó en dos carreras de la Fórmula 1. Asimismo, ambos fundaron el equipo Fittipaldi Automotive, para el que pilotaron los dos. Christian Fittipaldi, hijo de Wilson, puntuó en cinco carreras de Fórmula 1 y obtuvo dos carreras y varios podios en la CART.
Nelson Piquet, tricampeón de la Fórmula 1, cuenta entre sus hijos a Nelson Piquet Jr., quien compitió en la Fórmula 1 y más recientemente en la NASCAR y Fórmula E. Ayrton Senna fue tricampeón de Fórmula 1, a la vez que su sobrino Bruno Senna también disputó el certamen.
La familia Sperafico también se compone de múltiples pilotos. Ricardo Sperafico fus subcampeón de la Fórmula 3000 Internacional, pero no logró éxitos en su pasaje por la Champ Car ni el Stock Car Brasil. Su hermano Rodrigo fue subcampeón del Stock Car Brasil. Sus primos Alexandre y Rafael también fueron pilotos, pero con resultados menos destacados. Rafael falleció en un accidente en Stock Car Light en 2007.
Galvão Bueno ha sido periodista de la Fórmula 1 durante décadas. Su hijo Cacá Bueno fue cuatro veces campeón del Stock Car Brasil y una vez campeón sudamericano de superturismos. Popó Bueno, hermano de Cacá, también participó en el Stock Car Brasil con un tercer puesto como mejor resultado de campeonato.

### México
Los hermanos Pedro Rodríguez de la Vega y Ricardo Rodríguez de la Vega representaron a México en el automovilismo internacional en la década de 1960. Pedro venció en dos carreras de Fórmula 1 y ganó las 24 Horas de Le Mans y las 24 Horas de Daytona, entre otras carreras del Campeonato Mundial de Resistencia, en tanto que Ricardo ganó la Targa Florio.
La Familia Solana comenzó su incursión en el deporte motor con la construcción de autos prototipo por parte de José Antonio y de Javier Solana. El miembro más destacado de esta familia fue Moisés (hijo de José Antonio Solana), quien fuera piloto de autos F1 y F2 así como de prototipos. Su hermano Hernán también participó y ganó en competencias automovilísticas y de motonáutica y el hijo de este, José Solana, siguió sus pasos alcanzando también sus propios triunfos.
Extraoficialmente se ha mencionado que un miembro de esta familia corría en los albores del siglo XIX cuando Porfirio Díaz todavía gobernaba México.
Michel Jourdain Jr. es un destacado piloto de automóviles que ha participado tanto en la Serie Champ Car como en la NASCAR, la WTCC y en rallies. Su padre, Michel Jourdain Sr., fue piloto de la Champ Car y promotor de justas automovilísticas. Bernard Jourdain, hermano de Jourdain Sr., fue piloto de las Series CART e Indianapolis 500.
Los hermanos Carlos Pardo y Rubén Pardo iniciaron su participación en motociclismo y posteriormente cambiaron al automovilismo. En 2004 fueron campeón y subcampeón de la NASCAR México Series, respectivamente. Carlos falleció en 2009 por un accidente en competencia, mientras Rubén continuaba activo en el Serial a finales de 2012.
Los primos Javier y Gabriel Marín, así como sus hijos homónimos han participado en el Campeonato Mexicano de Rally obteniendo el título de pilotos y el de copilotos en diferentes ocasiones. Adicionalmente, Gabriel Marín padre ocupó la presidencia de la Comisión Nacional de Rallies de México, A.C..
La familia Reyna, de la mano de Oliver, Flavio, Fernando, Raúl y Araceli, ha destacado en el campeonato regional de rally al obtener el título en diferentes temporadas y categorías.
Benito Guerra Latapí es el más destacado de la familia Guerra Latapí al haberse proclamado campeón mundial de la categoría PWRC (nombre del campeonato WRC2 en ese año) en 2011. Su padre, Benito Guerra Silla, ha participado en competencias de autos vintage así como en la Carrera Panamericana y en el Campeonato Mexicano de Rally (CMR) desde hace varios años y es quien influyó e inició a sus hijos en el deporte motor. La hermana de Guerra Jr., Mercedes, es piloto de rally y es cofundadora de un grupo de mujeres rallistas en México.

### Venezuela
Uno de los pilotos más exitosos del automovilismo venezolano ha sido Johnny Cecotto, quien puntuó en la Fórmula 1 y ganó el Campeonato Mundial de Motociclismo de 350cc, obtuvo dos victorias y cuatro podios en 500cc, y ganó el Campeonato Alemán de Superturismos. Su hijo Johnny Cecotto Jr. participó en la GP2 Series.

## Asia - Pacífico

### Australia
La familia de más renombre en el automovilismo australiano es la Brabham. Jack Brabham fue tricampeón de Fórmula 1 y fundador del equipo Brabham. Sus tres hijos fueron pilotos. David Brabham compitió en la Fórmula sin lograr puntos, aunque luego fue campeón japonés de GT, bicampeón de la American Le Mans Series y ganador de las 24 Horas de Le Mans. Geoff Brabham ganó cuatro veces el Campeonato IMSA GT. Geoff y David lograron juntos una victoria en las 12 Horas de Sebring. Asimismo, David y Gary Brabham obtuvieron la victoria en los 1000 km de Bathurst de Superturismo.
Otra familia australiana de pilotos es la Davison. Algunos de sus miembros son Lex Davison, campeón australiano de pilotos; Will Davison, subcampeón del V8 Supercars y ganador de los 1000 km de Bathurst; y Alex Davison, subcampeón de la Le Mans Series. Asimismo, los hermanos Todd Kelly y Rick Kelly han competido exitosamente en el V8 Supercars, con una victoria en los 1000 km de Bathurst para Todd y un campeonato para Rick; ambos compiten en el equipo de sus padres, John y Margaret Kelly.

### Japón
Entre los pilotos japoneses de la Fórmula 1 se encuentran Satoru Nakajima y Kazuki Nakajima, padre e hijo. Satoru puntuó en diez carreras de Fórmula 1 y fue cinco veces campeón de la Fórmula 2 Japonesa. Kazuki puntuó en cinco carreras, fue campeón de la Fórmula Nippon y subcampeón del Super GT Japonés, y compitió oficialmente para Toyota en las 24 Horas de Le Mans.
El automovilismo japonés cuenta con muchas otras familias de pilotos. Motoharu Kurosawa fue campeón de la Fórmula 2 Japonesa y presentador del programa de automóviles Best Motoring. Su hijo Takuya Kurosawa compitió en la CART, fue piloto oficial de Honda en el Campeonato Japonés de Superturismos y corrió para Nissan en las 24 Horas de Le Mans.